# METAR
METAR (METeorological Aerodrome Report) — авиационный метеорологический код для передачи сводок о фактической погоде на аэродроме. Также является кодовым названием регулярной сводки, составленной в одноимённом коде.
Сводки в коде METAR содержат данные о скорости и направлении ветра, видимости, дальности видимости на ВПП, атмосферных явлениях, облачности, температуре воздуха, температуре точки росы, атмосферном давлении, прогнозе на посадку типа «Тренд» (на ближайшие 2 часа). В сводку может включаться и дополнительная информация (явления предшествующей погоды, сдвиг ветра, состояние ВПП и т. д.).
Сводки в коде METAR выпускаются для распространения и использования за пределами аэродрома составления этих сводок для целей:
- предполетной подготовки пилотов на авиационной метеорологической станции аэродрома вылета;
- обеспечения пилотов информацией о погоде на аэродроме назначения и на запасных аэродромах (как во время предполетной подготовки с помощью системы «Брифинг», так и при нахождении на маршруте через диспетчеров службы ОВД);
- обеспечения радиовещательных передач ВОЛМЕТ.

## Примеры раскодирования
Сводка METAR : 1) UUEE 2) 161500Z 3) 07008MPS 4) 9999 5) DRSN 6) SKC 7) M17/M23 8) Q1028 9) NOSIG 10) RMK 11) 07420157 57420157
В коде METAR соблюдается строгий порядок следования информации:
1)  Код аэропорта ИКАО 
В данном случае это UUEE — Москва, Шереметьево.
2) Число и время наблюдения (всемирное)
Первые две цифры — число текущего дня, вторые две цифры — часы, третьи две — минуты, последний символ — буква Z (zulu по фонетическому алфавиту, что означает UTC («Universal Time Coordinated», в русскоязычных источниках — «мировое координированное время»)). Формат времени 24 часа.
3)  Информация о ветре 
Если у ветра есть определённое направление, то первые три символа — цифры, указывающие его истинное направление в градусах (метеорологический ветер — ОТКУДА дует), в данном случае это 070 градусов. Две последующие цифры показывают среднюю скорость ветра, после них ставится единица измерения (MPS — м/с, KT — узлы, реже KMH — км/ч).
Если у земли тихо (штиль), записывается в виде: 00000MPS или 00000KT.
Если ветер неустойчивый (переменного направления), вместо его направления указывают VRB (от слова variable — переменный): VRB04MPS или VRB09KT. Если есть порывы, то после средней скорости ветра ставится буква G — gust — порывы и указывается их скорость, затем единица измерения (например: UWSS 161500Z 04007G11MPS 9999 DRSN BKN021 M22/M26 Q1015 NOSIG RMK QFE749 12////60).
Если направление ветра изменяется, это записывают в виде 04003MPS 010V100 (то есть в этом случае ветер 40 градусов 3 метра в сек, но варьируется от 10 градусов до 100)
4)  Информация о горизонтальной видимости у земли
Информация о видимости записывается в виде четырёх цифр (в метрах). При значительных изменениях видимости по различным направлениям указывается минимальная видимость и к четырём цифрам минимальной видимости добавляется указатель направления (один из восьми румбов компаса), а также включается дополнительная группа из четырёх цифр (величина максимальной видимости) плюс указатель направления. Видимость до 800 м округляется до 50 м, 800-5000 м — до 100 м, 5000-9999 м — до 1000 м. Если видимость менее 1500 метров, сразу после горизонтальной видимости дается дальность видимости на ВПП, рассчитанная по огням светосигнальной системы. Если видимость 10 км или более, в сводке её значение записывают как 9999.
Пример: UEEE 161500Z 00000MPS 0150NE 0250NW R23L/0450 FG VV003 M57/M60 Q1038 NOSIG RMK QBB090 QFE770 23450245
Якутск, 16-го числа за 15:00 всемирного времени, тихо (штиль), видимость 150 метров на северо-восток, 250 метров на северо-запад, дальность видимости на ВПП 23 левой 450 метров, туман, вертикальная видимость 90 метров, температура минус 57, температура точки росы минус 60.
5)  Явления погоды
Их может не быть, а могут и быть несколько сразу. Они записываются кодовыми группами (до трёх групп и от 2 до 9 символов в группе). Состав явлений погоды, которые могут включаться в сводку METAR, строго ограничен. Ниже приведен список наиболее часто используемых обозначений явлений погоды с их расшифровкой. Список разделен на две части. В первой помещены явления, к которым может быть отнесен указатель интенсивности (знаки «плюс» или «минус»). Например, «+TSRASN — thunderstorm with heavy rain and snow — гроза с сильными дождём и снегом», или « -SHRA — light rain showers — слабый ливневый дождь». Отсутствие указателя интенсивности означает «умеренную» интенсивность. Явления, указанные в первой части списка, — это все виды осадков (кроме IC) и пыльная/песчаная бури DS, SS. Необходимо отметить, что дескриптор SH («ливневый») не имеет отношения к интенсивности: им выделяются характерные осадки, выпадающие из конвективных облаков. Во второй части списка помещены явления, к которым понятие «интенсивность» не применяется.
- DZ — drizzle — морось
- RA — rain — дождь
- SN — snow — снег
- SG — snow grains — снежные зёрна
- PL — ice pellets — ледяная крупа
- GS — small hail — мелкий град или снежная крупа
- GR — Hail — град
- RASN — rain and snow — дождь со снегом
- SNRA — snow and rain — снег с дождём
- SHSN — snow showers — ливневый снег
- SHRA — rain showers- ливневый дождь
- SHGR — hail showers — град
- FZRA — freezing rain — переохлаждённый дождь
- FZDZ — freezing drizzle — переохлаждённая морось
- TSRA — thunderstorm with rain — гроза с дождём
- TSGR — thunderstorm with hail — гроза с градом
- TSGS — thunderstorm with small hail — гроза со снежной крупой
- TSSN — thunderstorm with snow — гроза со снегом
- DS — duststorm — пыльная буря
- SS — sandstorm — песчаная буря

- FG — fog — туман (температура воздуха выше нуля)
- FZFG — freezing fog — переохлаждённый туман (температура воздуха ниже нуля)
- VCFG — fog in vicinity — туман в окрестностях аэродрома (максимум 8 км), но не на самом аэродроме
- MIFG — shallow fog — поземный туман
- PRFG — aerodrome partially covered by fog — аэродром частично покрыт туманом (основная видимость более километра)
- BCFG — fog patches — туман местами (основная видимость менее километра)
- BR — mist — дымка
- HZ — haze — мгла
- FU — smoke — дым
- DRSN — low drifting snow — снежный позёмок
- DRSA — low drifting sand — песчаный позёмок
- DRDU — low drifting dust — пыльный позёмок (см. в ст. пыльная буря)
- DU — dust — пыль в воздухе (пыльная мгла)
- BLSN — blowing snow — снежная низовая метель
- BLDU — blowing dust — пыльная низовая метель
- SQ — squall — шквал
- IC — ice crystals — ледяные иглы
- TS — thunderstorm — гроза (без осадков)
- VCTS — thunderstorm in vicinity — гроза в окрестности
- VA — Volcanic ash — Вулканический пепел

6) Информация об облачности
Информация об облачности указывается по слоям — количество облаков и нижняя граница каждого слоя.
Для описания количества облаков используются следующие коды:
SKC (sky is clear — ясно), NSC (nil significant cloud — без существенной облачности), FEW (few — несколько — 1-2 октанта), SCT (scattered — рассеянная или разбросанная, 3-4 октанта), BKN (broken — значительная, 5-7 октантов), OVC (overcast — сплошная, 8 октантов).
Высота нижней границы облачности (ВНГО) для каждого включённого в сводку слоя отображается в кодовой группе тремя цифрами. Их расчет производится следующим образом. Измеренное (в футах) значение ВНГО делится на сто, дробная часть числа отбрасывается и при необходимости число дополняется нулями слева до трёх цифр. Например, при измеренном значении высоты от 101 до 199 футов слоя значительной облачности в сводку будет помещена кодовая группа «BKN001», расшифровываемая получателями сводки как «значительная 100 футов». Использование метода округления к меньшему вместо округления к ближайшему целому оправдано интересами безопасности полётов: реальность для пилота всегда должна оказываться не хуже ожиданий. Цена единицы младшего разряда равна 100 футам или, с погрешностью до 1,5 %, 30 метрам. В большей точности пересчёта в метры на фоне методической ошибки округления и первичных ошибок измерения ВНГО нет необходимости.
Если наблюдается конвективная облачность — кучево-дождевая (cumulonimbus) или мощно-кучевая, «башенкообразная» (towering cumulus), то к кодовой группе, описывающей этот слой облачности, приписывается справа без пробела, соответственно, код CB или TCU (например: BKN050CB).
Если облака не видны из-за тумана, мглы, метели, пыльной бури, вместо количества облачности указывается символ вертикальной видимости VV, а само её численное значение описывается в тех же правилах, что и ВНГО. Например, VV002 — вертикальная видимость 200 футов или 60 м.
Если одновременно выполняются условия: видимость более 10 км, нет облаков ниже 1500 м, нет явлений погоды и конвективной облачности, то вместо групп видимости, явлений и облачности в сводке указывается аббревиатура CAVOK (Ceiling And Visibility OK) — «условия хорошие».
7) Температура воздуха и точки росы
Включаемая в сводку информация о температуре воздуха и температуре точки росы формируется следующим образом. Измерение первичной информации производится с точностью до 0.1 градуса Цельсия. Затем производится округление до ближайшего целого (если измеренное число содержит дробную часть 0.5, число округляется до большего значения), и если результат оказывается в диапазоне от −9 до +9, слева добавляется ноль. Если измеренное число отрицательное, перед первой цифрой полученного кода добавляется буква M (английская). Итоговая кодовая группа составляется из полученных кодов температуры воздуха и температуры точки росы, разделяемых знаком «/». Например, при температуре воздуха −0.5 и температуре точки росы −9.6 кодовая группа будет иметь вид M00/M10. Сопоставление значений температуры воздуха и температуры точки росы дает пилоту возможность оценить, насколько состояние воздуха в приземном слое далеко или близко к конденсации водяного пара, то есть к появлению тумана.
8) Давление QNH, приведённое к уровню моря по стандартной атмосфере
Включаемая в сводку информация об атмосферном давлении на уровне моря QNH формируется путём приведения измеренного с точностью до 0.1 миллиметра ртутного столба (или 0.1 гектопаскаля) значения атмосферного давления на основном пункте наблюдений (ОПН) метеостанции аэродрома к среднему уровню моря по таблицам стандартной атмосферы с учётом абсолютной высоты ОПН. Рассчитанное QNH округляется (в сторону уменьшения, а не до ближайшего целого, в интересах безопасности полётов) до целого гектопаскаля. Если полученное число меньше тысячи, к нему слева добавляется ноль и перед получившимся четырёхзначным числом добавляется буква Q. Примеры: Q0988, Q1016.
9) Дополнительная информация
Документами ИКАО предусмотрена возможность дополнения сводки информацией о явлениях недавней погоды, о сдвиге ветра и о состоянии ВПП.
Явления недавней погоды (за последний час) описываются по правилам описания явлений текущей погоды, но предваряются указателем «RE». Например, RERA — recent weather rain (недавний дождь). Допускается включение до трёх кодовых групп явлений недавней погоды.
Информация о сдвиге ветра представляется в формате кодового слова WS (wind shear) и указателя полосы (полос). Примеры:
- WS R03
- WS R25L
- WS ALL RWY

Информация о состоянии ВПП. Кодовая группа состоит из указателя полосы и шестизначного кода. Обозначения и их расшифровка изложены в сборнике № 306 ВМО «Наставление по кодам» и повторены в многочисленных документах. Например, Doc 9157 «Руководство по аэропортовым службам», РЭГА РФ-94, «Руководство по эксплуатации гражданских аэродромов». Шестизначным кодом закодированы вид и степень загрязнений поверхности ВПП, толщина отложений, коэффициент сцепления или эффективность торможения. Указатель полосы состоит из буквы R, номера ВПП и символа «/». Пример: R25L/
10) Прогноз на посадку
Прогноз может быть представлен в виде одного или нескольких разделов, каждый из которых начинается с одного из кодовых слов:
- NOSIG (No significant change — Без существенных изменений) — означает, что в ближайшее 2 часа не предвидится серьёзных изменений погоды;
- BECMG (Becoming — Изменение) — ожидаются устойчивые значительные изменения метеоусловий;
- TEMPO (Temporary — Временами) — ожидаются временные значительные изменения метеоусловий.

Разделы BECMG и TEMPO могут включать дополнительные указатели времени наступления и прекращения прогнозируемых явлений, а также описания этих явлений — в формате, применяемом в основной части сводки METAR.
Пример: UUEE 161600Z 07006MPS 9999 DRSN SKC M18/M25 Q1028 NOSIG RMK 07420157 57420157
11) Дополнительная информация
Для применения вне рамок международного информационного обслуживания допускается дополнение сводки METAR разделом RMK. Содержание раздела может быть разнообразным. В частности, в РФ применение нашли следующие формы дополнительной информации:
- 8-символьный код (коды) состояния ВПП. Их отличие от изложенного выше в разделе «Дополнительная информация» заключается только в формате описания номера полосы. Назначение остальных шести символов идентично. В разделе RMK номер полосы описывается двумя цифрами. Если число, представленное ими, лежит в диапазоне 51 — 86, это означает полосу 01 — 36 правую. Недостаток способа описания в том, что из кода, например, 25, нельзя понять, описывается полоса 25 левая или это полоса 25;
- WS ALL RWY — наблюдается сдвиг ветра на всех ВПП
- QBB — уточнение высоты нижней границы облаков или вертикальной видимости (ВНГО указывается в метрах с округлением в сторону уменьшения до величины, кратной 10). Пример: QBB080 означает, что измеренная ВНГО лежит в диапазоне 80 — 90 м, в то время как информация в основной части сводки BKN002 для этого случая более груба — допускает, что ВНГО лежит в диапазоне 60 — 90 м;
- QFE758 — давление на уровне рабочего порога ВПП 758 мм рт. ст.

Иногда употребляется информация о слоях обледенения и турбулентности (хотя код не предусматривает возможность включения этой информации в сводках) в форме открытого текста:
- MOD ICE 0100-0500 — умеренное обледенение в слое 100—500 метров
- FBL TURB 1000—2200 — слабая турбулентность в слое 1000—2200 метров